# Дрозд, Андрей Николаевич
Андрей Николаевич Дрозд (24 августа 1975, Барановичи, Белорусская ССР, СССР) — белорусский футболист, вратарь. Сыграл 1 матч за сборную Беларуси.

## Биография

### Клубная карьера
Родился 24 августа 1975 года в Барановичах и является воспитанником местного ДЮСШ. Первый тренер — Сергей Норикович Мартиросов. На профессиональном уровне дебютировал в составе клуба «Атака», за который выступал с 1995 по 1997 год в высшей лиге Беларуси и провёл 53 матча. В 1998 подписал контракт с другим клубом высшей лиги «Шахтёр» (Солигорск). В клубе провёл два года, но во второй свой год в команде потерял место в основе и сыграл лишь в одном матче лиги. В 2000 году провёл сезон в клубе первой лиги «Лунинец». По итогам сезона занял с клубом второе место в лиге и не смог пробиться в высший дивизион. В 2001 году перешёл в другой клуб Первой лиги «Торпедо» (Жодино), с которым стал победителем лиги и вернулся в высшую лигу, однако после перехода «Торпедо» в высший дивизион игрок потерял место в основе и за следующие несколько лет сыграл за команду лишь 9 матчей. В 2006 году Дрозд вернул себе место в воротах и провёл за команду ещё 16 матчей в чемпионате страны, после чего покинул клуб и перешёл в бобруйскую «Белшину». Последним клубом футболиста стала «Сморгонь», за которую он провёл 10 матчей в 2008 году и завершил игровую карьеру по окончании сезона.
Всего за карьеру сыграл 107 матчей в высшей лиге Беларуси, в которых пропустил 140 голов и 39 раз сыграл «на ноль».

### Карьера в сборной
Свой единственный матч за основную сборную Беларуси сыграл 20 августа 1996 года против сборной ОАЭ (0:1). Андрей Дрозд появился на поле после перерыва, заменив Дмитрия Екимова и не пропустил голов во второй тайме

### Тренерская карьера
С 2009 года начал работать тренером вратарей. В 2009—2010 - в «Сморгони», в 2011—2012 — в жодинском «Торпедо». С лета 2012-го занимается подготовкой вратарей в детско-юношеских командах ФК БАТЭ. С 1 февраля 2013-го вошёл в штаб дублирующего состава. С января 2014 года работал с первой командой. С января 2015 вернулся в дубль. В апреле 2017 снова стал тренером вратарей главной команды, с января 2018 — куратор вратарей ФК БАТЭ. В июне 2018 вернулся к выполнению обязанностей тренера вратарей главной команды.
В 2011 году закончил Белорусский государственный университет физической культуры по специальности «тренер по футболу». Имеет тренерскую лицензию категории «А».